# Maria Beyerle

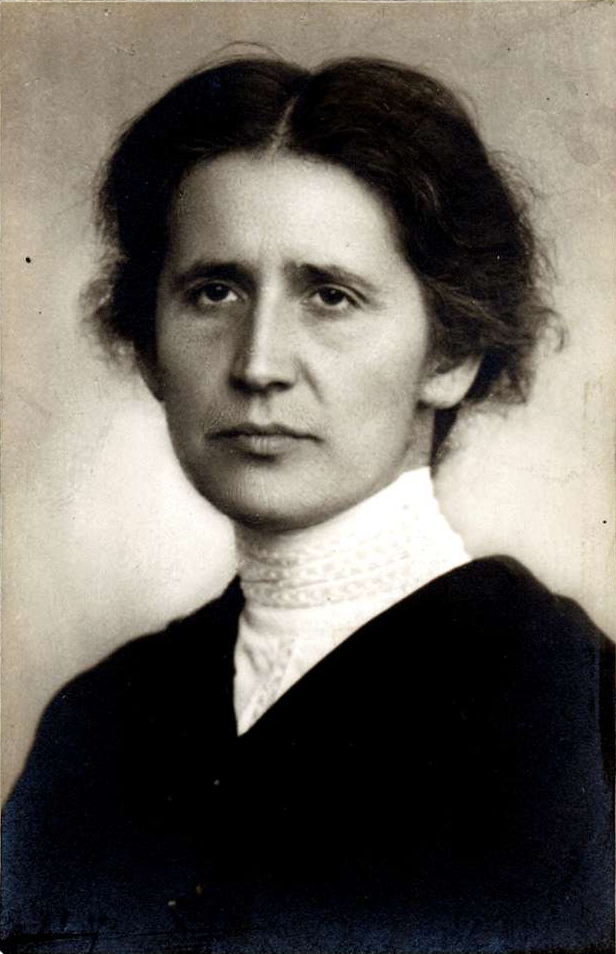
Maria Beyerle

Maria Anna Beyerle (* 21. August 1882 in Konstanz; † 18. Dezember 1968 ebenda) war eine deutsche Pädagogin und Politikerin (Zentrum, BCSV, CDU).

## Leben
Maria Beyerle wurde als Tochter des Konstanzer Rechtsanwaltes Karl Beyerle geboren. Sie hatte vier Brüder, darunter den Rechtswissenschaftler und Zentrumspolitiker Konrad Beyerle sowie den Rechtshistoriker Franz Beyerle.
Nach dem Besuch der Volksschule und der Höheren Töchterschule (Klosterschule Zoffingen) durchlief Beyerle von 1898 bis 1900 das Lehrerinnenseminar, das sie mit der Ersten Lehrerinnenprüfung abschloss. Im Anschluss besuchte sie bis 1901 das Pensionat St. Joseph in Ferney-Voltaire (Schweiz). 1902 bestand sie die Zweite Lehrerinnenprüfung. Sie war von 1904 bis 1906 als Privatlehrerin beim Grafen Clemens Heidenreich Droste zu Vischering, von 1906 bis 1907 als Hilfslehrerin an der Höheren Mädchenschule in Freiburg im Breisgau und von 1907 bis 1908 als Unterlehrerin in Neckargemünd tätig. Danach nahm sie als Gasthörerin an Vorlesungen an der Albert-Ludwigs-Universität Freiburg teil und bereitete sich auf das Abitur vor, das sie 1910 bestand.
Beyerle arbeitete von 1911 bis 1925 als Lehrerin in Konstanz-Petershausen und wurde 1919 zur Hauptlehrerin befördert. Von 1925 bis 1928 war sie als Lehrerin an einer Fortbildungsschule in Konstanz tätig. 1928 wurde sie Rektorin der Mädchenfortbildungsschule in Freiburg. Im selben Jahr sowie erneut von 1929 bis 1932 wirkte sie als Studienrätin mit dem Lehrauftrag Methodik an der Lehrerbildungsanstalt in Freiburg. 1932 nahm sie eine Tätigkeit als Rektorin an der Mädchenfortbildungsschule in Karlsruhe auf, bis sie 1933 als Studienrätin zur Mädchenoberrealschule in Konstanz wechselte. 1935 wurde sie aus gesundheitlichen Gründen vorzeitig pensioniert.
Neben ihrer beruflichen Tätigkeit engagierte sich Beyerle in katholischen Organisationen. Sie war seit 1910 Vorsitzende des Katholischen Deutschen Frauenbundes (KDFB) in Konstanz, begründete dort 1914 den Verein katholischer deutscher Lehrerinnen (VkdL) und wurde zur Vorsitzenden des Badischen VkdL-Verbandes gewählt. Außerdem trat sie in die Zentrumspartei ein, für die sie von 1919 bis 1925 sowie von 1926 bis 1928 als Abgeordnete im Landtag der Republik Baden saß.
Nach dem Zweiten Weltkrieg wurde Beyerle wieder politisch aktiv und trat in die BCSV ein, aus der später der CDU-Landesverband Südbaden hervorging. Sie war von 1946 bis 1948 Stadträtin in Konstanz und wurde 1947 als Abgeordnete in den Badischen Landtag gewählt, dem sie bis zu dessen Auflösung 1952 angehörte. Während ihrer Zeit als Parlamentarierin befürwortete sie die Gründung des Südweststaates Baden-Württemberg.

## Ehrungen
- Päpstliches Ehrenkreuz Pro Ecclesia et Pontifice, 1964